# Stokłosy (stacja metra)
Stokłosy – stacja linii M1 metra w Warszawie znajdująca się przy skrzyżowaniu al. Komisji Edukacji Narodowej, ul. Jastrzębowskiego i ul. Herbsta.

## Opis
Budowa stacji rozpoczęła się w lipcu 1983. Nazwa stacji została nadana uchwałą Rady Narodowej m.st. Warszawy 16 grudnia 1983.
Stacja jednokondygnacyjna, dwunawowa, z jednym rzędem słupów pośrodku peronu. Peron-wyspa ma szerokość 10 m i długość 120 m. Stacja jest utrzymana w kolorach żółto-pomarańczowo-brązowych. Na powierzchnię prowadzą schody oraz dwie pochylnie dla niepełnosprawnych koło al. KEN. Na terenie stacji znajdują się niewielkie punkty handlowe, bankomat oraz toalety.
Stacja przystosowana jest do pełnienia w razie konieczności funkcji schronu dla ludności cywilnej. Służą temu między innymi grube stalowe drzwi znajdujące się przy każdym wejściu na teren stacji. Śluzy zamykane są również w czasie ulewnych deszczów, aby zapobiec zalaniu stacji.
Za stacją Stokłosy od strony południowej znajduje się połączenie między torem 1 i 2. Połączenie to może być wykorzystane w sytuacji, gdy na trasie zepsuje się jakiś skład, można go wtedy odholować, tak aby nie przeszkadzał w dalszym kursowaniu metra.